# Lycoriella codonopsivora
Lycoriella codonopsivora är en tvåvingeart som beskrevs av Mitsuhiro Sasakawa 1997. Lycoriella codonopsivora ingår i släktet Lycoriella och familjen sorgmyggor. Inga underarter finns listade i Catalogue of Life.